# Vương Dũng
Vương Dũng (tiếng Trung giản thể: 王勇; bính âm Hán ngữ: Wáng Yǒng; sinh tháng 12 năm 1955, người Hán) là chuyên gia kinh tế kỹ thuật, chính trị gia nước Cộng hòa Nhân dân Trung Hoa. Ông là Ủy viên Ủy ban Trung ương Đảng Cộng sản Trung Quốc khóa XX, khóa XIX, khóa XVIII, hiện là Phó Chủ tịch Ủy ban Toàn quốc Chính Hiệp Trung Quốc, lãnh đạo cấp phó quốc gia. Ông từng là Ủy viên Đảng tổ, Ủy viên Quốc vụ, kiêm nhiệm các chức vụ quản lý dân vận, tình huống khẩn cấp, quản lý tài sản nhà nước, giám sát thị trường của Trung Quốc; Chủ nhiệm Ủy ban Giám sát và Quản lý Tài sản Nhà nước; Tổng cục trưởng Tổng cục Kiểm dịch, Thanh tra và Giám sát chất lượng.
Vương Dũng là Đảng viên Đảng Cộng sản Trung Quốc, học vị Thạc sĩ Kỹ thuật, học hàm Nhà nghiên cứu Kinh tế kỹ thuật. Ông là chuyên gia trong ngành kinh tế và công nghiệp hàng không, lãnh đạo cấp phó quốc gia của Trung Quốc.

## Xuất thân và giáo dục
Vương Dũng sinh tháng 12 năm 1955 tại huyện Cái Châu, nay là thành phố cấp huyện Cái Châu, địa cấp thị Dinh Khẩu, tỉnh Liêu Ninh, Cộng hòa Nhân dân Trung Hoa. Ông lớn lên trong thời kỳ Đại Cách mạng Văn hóa vô sản, học phổ thông ở Cái Châu, kết thúc sớm để bắt đầu làm việc trong các tổ chức thanh niên, được kết nạp Đảng Cộng sản Trung Quốc vào tháng 8 năm 1974. Năm 1979, lúc 24 tuổi, ông tới Bắc Kinh để theo học đại học tại Đại học Phát thanh truyền hình Bắc Kinh (北京广播电视大学, nay là Đại học Mở Bắc Kinh), tốt nghiệp Cử nhân chuyên ngành Điện tử vào năm 1982. Sau đó, từ tháng 9 năm 1987 đến tháng 1 năm 1988, ông tới thủ phủ Cáp Nhĩ Tân, tỉnh Hắc Long Giang tham gia lớp đào tạo Tổng công trình sư tại Học viện Quản lý của Đại học Công nghiệp Cáp Nhĩ Tân, rồi học cao học, nhận bằng Thạc sĩ chuyên ngành Kinh tế kỹ thuật vào năm 1992. Bắt đầu sự nghiệp và làm việc từ thời thiếu niên, khởi đầu học đại học từ tuổi 24, Vương Dũng tham gia nghiên cứu, hoạt động khoa học và được phong chức danh Nhà nghiên cứu, tương đương Giáo sư ngành Kinh tế kỹ thuật.

## Sự nghiệp

### Giai đoạn đầu
Năm 1969, Vương Dũng bắt đầu sự nghiệp khi 14 tuổi, theo phong trào thanh niên tri thức của Đại Cách mạng Văn hóa vô sản, thanh niên về nông thôn tham gia sản xuất, được điều về tỉnh Hắc Long Giang, làm việc với tư cách là chiến sĩ (战士) của Đội 31, Đoàn 3, Sư đoàn 1, Binh đoàn Sản xuất và Xây dựng Hắc Long Giang. Ông làm việc ở đơn vị thanh niên này trong 8 năm cho đến 1977, xuyên suốt thời kỳ cách mạng văn hóa, và là Đội trưởng Đội 31.

### Cơ quan hàng không
Năm 1977, thời kỳ cách mạng văn hóa dần kết thúc, Vương Dũng được điều chuyển sang vị trí nhân viên điều kiển máy móc của xưởng lắp ráp tại Nhà máy số 230 của Bộ Công nghiệp máy móc thứ VII (cơ quan cấp bộ cũ, tiền thân của các doanh nghiệp nhà nước về hàng không vũ trụ Trung Quốc ngày nay). Tháng 5 năm 1982, Vương Dũng hoàn thành quá trình học đại học tại chức, cùng lúc với việc Bộ Công nghiệp máy móc thứ VII được cơ cấu lại, thành lập Bộ Công nghiệp Hàng không vũ trụ (Bộ Hàng Thiên), ông được phân công làm Kỹ thuật viên Chủ quản khoa kỹ thuật của Nhà máy số 230. Năm 1983, ông là Phó Chỉ đạo viên Xưởng lắp ráp của nhà máy, kiêm Bí thư Chi bộ. Năm 1984, ông được bổ nhiệm làm Phó Chủ nhiệm Khoa Chính trị, Trợ lý Xưởng trưởng Nhà máy số 230, kiêm Tổng Kinh tế sư phụ trách hoạt động kinh tế của nhà máy. Ông giữ vị trí này liên tục 8 năm, đồng thời học tại chức ở Cáp Nhĩ Tân các khóa, sau đó được biệt phái công tác ở Ty Cải cách hệ thống của bộ năm 1992–93, rồi điều trở về làm Phó Xưởng trưởng rồi Phó Xưởng trưởng thường vụ của Nhà máy số 230 giai đoạn 1993–95.
Cũng giai đoạn này, Bộ Hàng Thiên được cải tổ thành doanh nghiệp nhà nước là Tổng công ty Công nghiệp Hàng không vũ trụ, Vương Dũng được bổ nhiệm làm Xưởng trưởng, Phó Bí thư Đảng ủy Nhà máy số 230 của Tổng công ty Hàng Thiên vào năm 1995, cấp chính cục. Năm 1997, ông nhậm chức Phó Chủ nhiệm Ban Chính trị của Tổng công ty Hàng Thiên kiêm Bí thư Đảng ủy đơn vị Hàng Thiên Bắc Kinh, chủ trì và phụ trách công việc giáo dục, đào tạo nhân sự, người lao động của Hàng Thiên giai đoạn 1998–99. Năm 1999, Hàng Thiên phân tách thành Tập đoàn Khoa học và Công nghệ Hàng không vũ trụ (CASC) và Tập đoàn Khoa học và Công nghiệp Hàng không vũ trụ (CASIC), ông được phân công làm Ủy viên Đảng ủy, Phó Tổng Giám đốc CASIC. Tính đến năm 2000, ông có hơn 20 năm sự nghiệp trong các cơ quan hàng không Trung Quốc.

### Cơ quan Trung ương

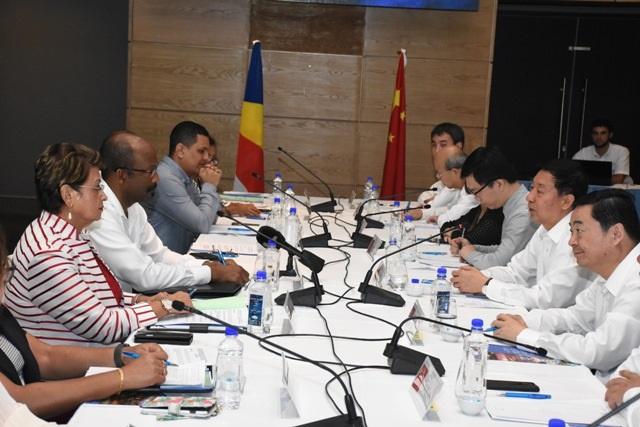
Vương Dũng thảo luận với Nhà nước Seychelles, 2019.

Năm 2000, Vương Dũng được điều về trung ương, nhậm chức Chủ nhiệm Văn phòng Cán bộ xí nghiệp của Bộ Tổ chức Trung ương Đảng Cộng sản Trung Quốc, rồi chuyển sang Cục trưởng Cục Cán bộ thứ V từ 2001. Tháng 4 năm 2003, Ủy ban Giám sát và Quản lý Tài sản Nhà nước Trung Quốc (SASAC) được thành lập, ông được bổ nhiệm làm Phó Chủ nhiệm, Ủy viên Đảng tổ, cấp phó bộ, tỉnh, và là Phó Bí thư Đảng tổ Ủy ban từ năm 2005. Tháng 3 năm 2008, ông được điều sang làm Phó Tổng thư ký Quốc vụ viện, Ủy viên Đảng tổ Sảnh Văn phòng Quốc vụ viện. Tháng 8 cùng năm, chính khách Lý Trường Giang tự nhận trách nhiệm trong vụ bê bối sữa Trung Quốc năm 2008, từ chức, Vương Dũng được bổ nhiệm thay thế chức vụ, làm Bí thư Đảng tổ, Tổng cục trưởng Tổng cục Kiểm dịch, Thanh tra và Giám sát chất lượng Trung Quốc (AQSIQ) từ ngày 23 tháng 9. Ngày 24 tháng 8 năm 2010, ông được điều trở lại SASAC, nhậm chức Bí thư Đảng tổ, Chủ nhiệm Ủy ban Giám sát và Quản lý tài sản Nhà nước.
Tháng 11 năm 2012, tại Đại hội Đảng Cộng sản Trung Quốc khóa XVIII, Vương Dũng được bầu làm Ủy viên Ủy ban Trung ương Đảng Cộng sản Trung Quốc khóa XVIII nhiệm kỳ 2012 – 2017. Và sau đó, vào tháng 3 năm 2013, tại kỳ họp đầu tiên của Đại hội đại biểu Nhân dân Toàn quốc Trung Quốc khóa XII, ông được Tổng lý Lý Khắc Cường đề cử và được Nhân Đại bổ nhiệm làm Ủy viên Quốc vụ, lãnh đạo cấp phó quốc gia, tiếp tục được đề nghị và tái đắc cử Ủy viên Quốc vụ từ ngày 19 tháng 3 năm 2018, tại kỳ họp đầu tiên của Nhân Đại Trung Quốc khóa XIII. Trước đó, tháng 10 năm 2017, ông tham gia đại hội đại biểu toàn quốc, tiếp tục là Ủy viên Ủy ban Trung ương Đảng Cộng sản Trung Quốc khóa XIX tại Đại hội Đảng Cộng sản Trung Quốc lần thứ 19. Tại Quốc vụ viện, ông là Ủy viên Quốc vụ, Ủy viên Đảng tổ, được phân công phụ trách công tác dân vận, quản lý khẩn cấp, quản lý tài sản nhà nước, giám sát thị trường, đồng thời kiêm nhiệm các chức vụ khác như Ủy viên Ủy ban Tài chính và Kinh tế Trung ương, Chủ nhiệm Ủy ban Chống độc quyền Quốc vụ viện, Chỉ huy trưởng Bộ Chỉ huy Cứu nạn động đất Quốc vụ viện, Chủ nhiệm Ủy ban Giảm nhẹ thiên tai Quốc gia, Chủ nhiệm Ủy ban Công tác người tàn tật Quốc vụ viện, và Phó Chủ nhiệm Ủy ban An toàn lao động Quốc vụ viện. Ông từng giữ chức Chủ nhiệm Ủy ban Công tác người cao tuổi toàn quốc Trung Quốc giai đoạn 2013–18 trong nhiệm kỳ Ủy viên Quốc vụ đầu tiên, sau đó chuyển giao cho Phó Tổng lý Tôn Xuân Lan. Cuối năm 2022, ông tham gia Đại hội Đảng Cộng sản Trung Quốc lần thứ XX từ đoàn đại biểu khối cơ quan trung ương Đảng và Nhà nước. Tại đại hội, ông tái đắc cử là Ủy viên Ủy ban Trung ương Đảng Cộng sản Trung Quốc khóa XX. Ngày 10 tháng 3 năm 2023, tại Đại hội của Hội nghị Hiệp thương Chính trị Nhân dân Toàn quốc, ông được bầu làm Phó Chủ tịch Chính Hiệp Trung Quốc.

## Ngoại giao
Trong hai nhiệm kỳ là Ủy viên Quốc vụ, Vương Dũng phụ trách nhiều công việc trong đó có ngoại giao với các nước khác, đại diện cho Quốc vụ viện. Ông là đại diện Trung Quốc ở các cuộc đàm phán trong lĩnh vực mình phụ trách, đặc biệt là tài sản nhà nước, thị trường Trung Quốc với những nguyên thủ quốc gia như Thủ tướng Canada Justin Trudeau, Thủ tướng Malaysia Mahathir Mohamad, Thủ tướng Thái Lan Prayut Chan-o-cha, Tổng thống Seychelles Danny Faure, Phó Thủ tướng Oman Fahd bin Mahmoud al Said. Năm 2010, Vương Dũng được Forbes xếp hạng 62 trong danh sách những người quyền lực nhất thế giới theo đánh giá của hãng này, khi ông được bổ nhiệm làm Chủ nhiệm SASAC, quản lý tài sản nhà nước Trung Quốc.